# Matanuska-Susitna Borough
Matanuska-Susitna Borough är en borough i den amerikanska delstaten Alaska. Dess säte är Palmer och dess största stad är Wasilla. Enligt 2000 års folkräkning hade boroughen en befolkning på 88 995 invånare på en yta om 65 423 km².
Del av Denali nationalpark och del av Lake Clark nationalpark ligger i Matanuska-Susitna Borough.

## Geografi
Matanuska-Susitna Borough gränsar till Denali Borough i norr, Southeast Fairbanks Census Area i nordöst, Valdez-Cordova Census Area i öst, Anchorage och Kenai Peninsula Borough i syd och Bethel Census Area i väst.

### Städer och byar
- Big Lake
- Buffalo Soapstone
- Butte
- Chase
- Chickaloon
- Farm Loop
- Fishhook
- Gateway
- Glacier View
- Houston

- Knik River
- Knik-Fairview
- Lake Louise
- Lakes
- Lazy Mountain
- Meadow Lakes
- Palmer
- Petersville
- Point MacKenzie

- Skwentna
- Susitna
- Sutton-Alpine
- Talkeetna
- Tanaina
- Trapper Creek
- Wasilla
- Willow
- Y